# Шермула
Шермула, чермула (араб. شرمولة) — маринад і соус туніської кухні. Найчастіше в ньому маринують рибу і морепродукти, рідше м'ясо і овочі. Після маринування рибу і м'ясо смажать на грилі.
Є два способи приготування: традиційний, «сирий», готують на основі соку родзинок із місцевої різновиди винограду, в який додають кмин і оцет. Сучасна шермула також містить родзинки, але крім нього в цей вид входять пряні трави, гвоздика, кориця та інші спеції. Можливе додавання олії, лимонного соку, зіри, часнику та солі, а в регіональні різновиди — квашених лимонів, цибулі, кінзи, гострого та чорного перцю та шафрану. У Сфаксі шермулу подають із хлібом на ураза-байрам.
У марокканській версії до складу шермули входять сушена петрушка, зіра, паприка, сіль та чорний перець.